# カタルーニャ国民会議
カタルーニャ国民会議（カタルーニャ語: Assemblea Nacional Catalana, ANC）は、民主的国家と自由の獲得を通じてスペインからのカタルーニャ州の政治的独立を模索する組織。カタルーニャ州単独での独立だけでなく、バレンシア地方やバレアレス諸島を含めたカタルーニャ語圏の連帯も主張している。
2015年以降の代表はジョルディ・サンチェスである。2015年1月時点で80,000人以上の会員がおり、うち40,132人は会費を支払っている正会員であり、39,946人はボランティア協力者として登録している。カタルーニャ地方に10の地域支部があり、世界中に37の国別支部がある。

## 歴史
2011年4月30日にスペイン・カタルーニャ州の州都バルセロナで開催され、1,500人が参加したカタルーニャ国のための国民会議 (Conferència Nacional per l'Estat Propi)がこの組織のルーツである。この会議では常設委員会と暫定事務局の設置が決定された。
2012年3月10日にはバルセロナのパラウ・サン・ジョルディにて、公式に市民団体としてカタルーニャ国民会議 (ANC)が設立され、団体規約、内部組織、カタルーニャの独立に向けた指針が承認された。4月には女性のカルマ・フルカデイが代表に選出され、カルラス・カステリャーノスが副代表に選出され、リュレンス・ストゥレスが会計に選出され、ジョルディ・マルティネスが書記に選出された。2013年6月8日にはフルカデイが代表に再選された。ジャウマ・マルファニーが副代表に選出され、カステリャーノスとマルティネスは書記として残り、ウリオール・サリャスがストゥレスの後任の会計に選出された。

## 活動
ANCの各地域支部は2014年カタルーニャ独立住民投票の準備の一環として、それぞれの担当地域で定期的にカタルーニャの独立に関する一連のイベントを組織した。

### 2012年

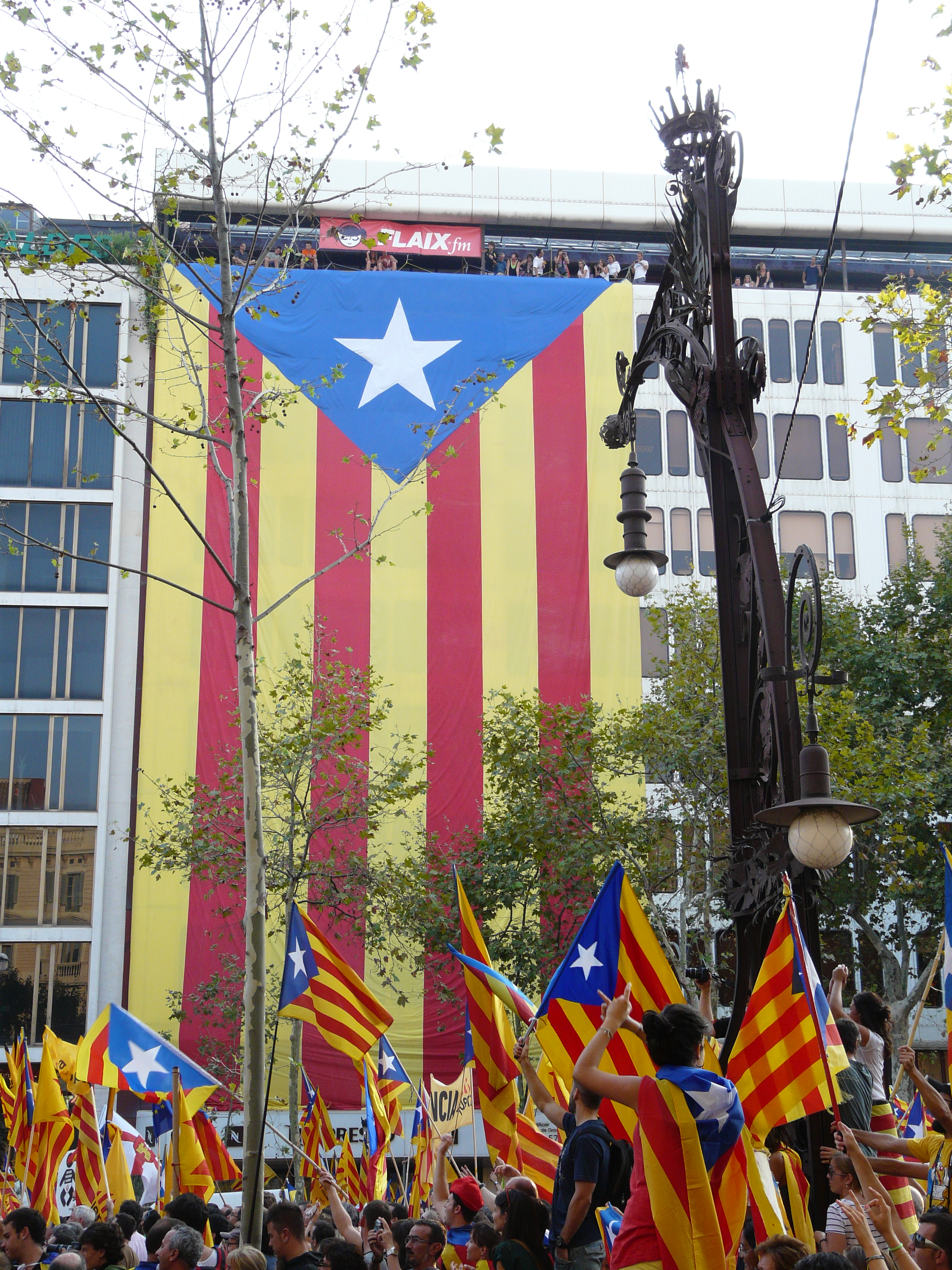
「カタルーニャ、新しいヨーロッパ国家」（2012年9月11日）

2012年6月末にはANCが組織して、リェイダ県セウ・ベリャで「独立に向けた行進」が開始された。カタルーニャ州各地で祝祭的・象徴的・抗議的なイベントが開催された後、9月11日に「カタルーニャ、新しいヨーロッパ国家」というスローガンの下、運動の集大成としてバルセロナで2012年カタルーニャ独立デモを主催した。バルセロナ市警察やスペイン内務省はこの大規模デモの参加者数を約150万人と推定しており、主催者は約200万人と推定しており、スペイン政府カタルーニャ局は約60万人と推定している。
大規模デモの2日後の9月13日、カルマ・フルカデイ代表とANCの4人のメンバーは公式にカタルーニャ州政府宮殿のアルトゥール・マス首相と面会し、1時間以上に渡って話し合いを行った。ANCはマス首相に国民投票的選挙の開催を提案し、マス首相は2014年に住民投票を開催することを約束した。翌週にはカタルーニャ州首相のマスとスペイン首相のマリアーノ・ラホイが会合を持ったが、両首脳間の意見の不一致が明確となった。ラホイはマスに対して、マスが提案したカタルーニャ財政協定の議論を拒否することを念押しし、両政府間の交渉は打ち切られた。スペインの国民党(PP)政府とカタルーニャ州の集中と統一(CiU)両政府間の関係が破断したことで、カタルーニャ州議会与党のCiUはカタルーニャ国民党(PPC)から得ていた州議会内協力を失い、CiUは独力では予算を承認することができない少数派政府に陥った。ラホイとの会合の後、マス首相は2か月後の11月25日に任期を2年以上も残して解散総選挙を行うとした。一般政策論議の開会演説では、この州議会選挙がカタルーニャの自己決定権行使の使命を持っていることを確信しているとした。

### 2013年

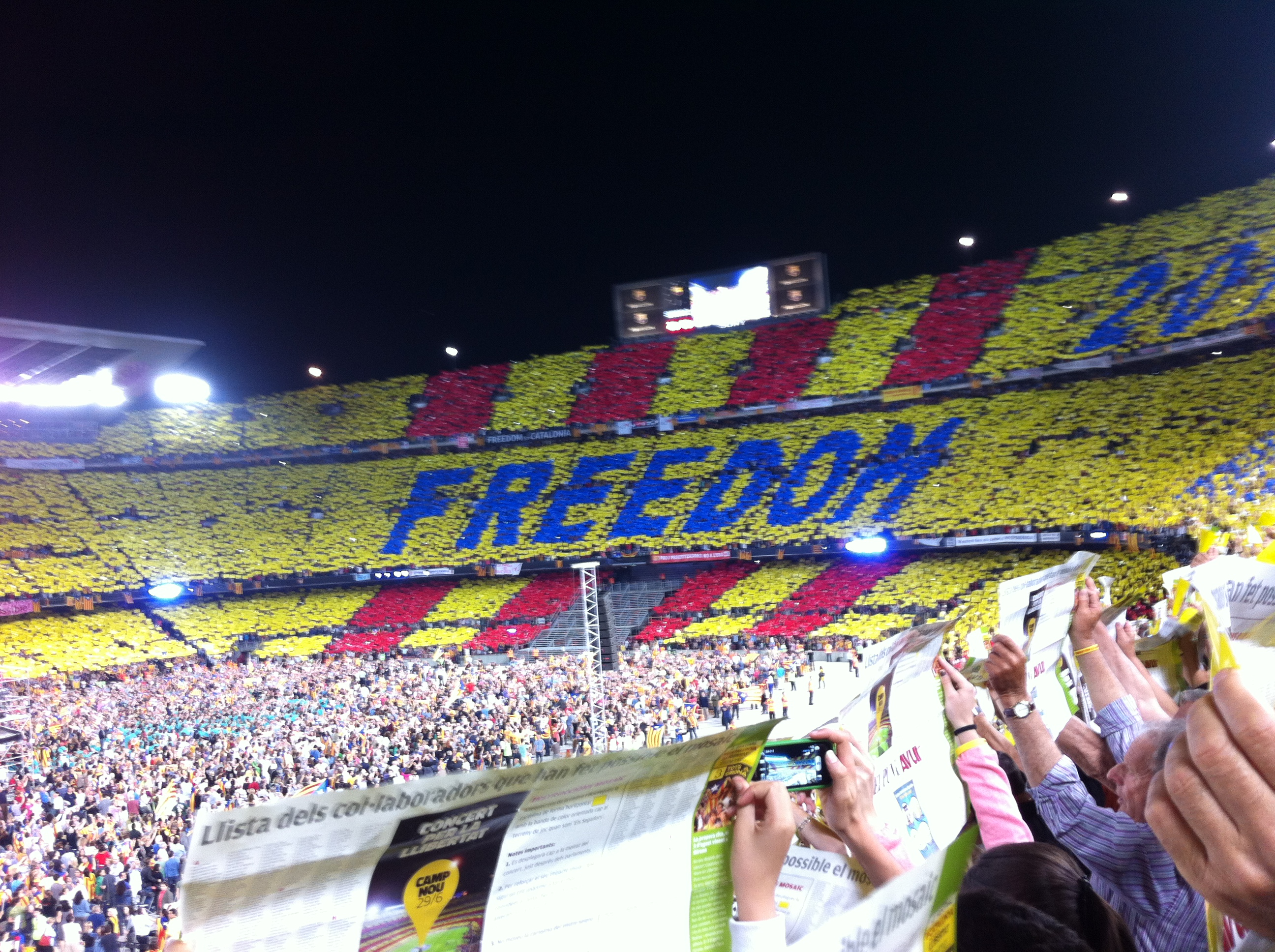
「自由のためのコンサート」（2013年6月29日）

2013年初頭、ANCは一般市民、企業、地元機関がカタルーニャ国税庁に税金を支払えるように、「財政主権」キャンペーンを開始した。5月から7月にかけて、ANCはあらゆる利害関係政党を支援するためにクラウドファンディング・キャンペーンを組織した。6月1日、ANCはカタルーニャの自己決定住民投票開催に向けてあらゆる可能性を試みようと、嘆願する権利を行使して「独立のための署名」キャンペーンを開始した。6月29日、ANCとオムニウム・クルトゥラルは独立を支持する大規模なコミュニティの存在を示すために、総合スポーツクラブのFCバルセロナのホームスタジアムであるカンプ・ノウで「自由のためのコンサートを組織した。このコンサートには約9万人が集まり、リュイス・リャッチ、ソパ・ダ・カブラ、ミケル・ジル、パストーラ、ジュアナ・サラート、ジョフレ・バルダギー、ジョルディ・バティステ、リディア・プジョル、シャビ・サリアー、マリーア・ダル・マール・ボネット、マリーナ・ロセイ、マイテ・マルティン、マルサデス・ペオン、モウス&ハキム、ネナ・バナツァノウ、ルルフェオ・カタラー、パコ・イバニェス、パスカル・クメラーデ、ペップ・サラ、パレ・ジョウ・ダ・クアルト・プリメーラ、ペレット、プルジェクテ・ムット、キコ・ピ・ダ・ラ・セラ、サボール・ダ・グラシア、ティトット&ダビド・ロセイなどが出演した。

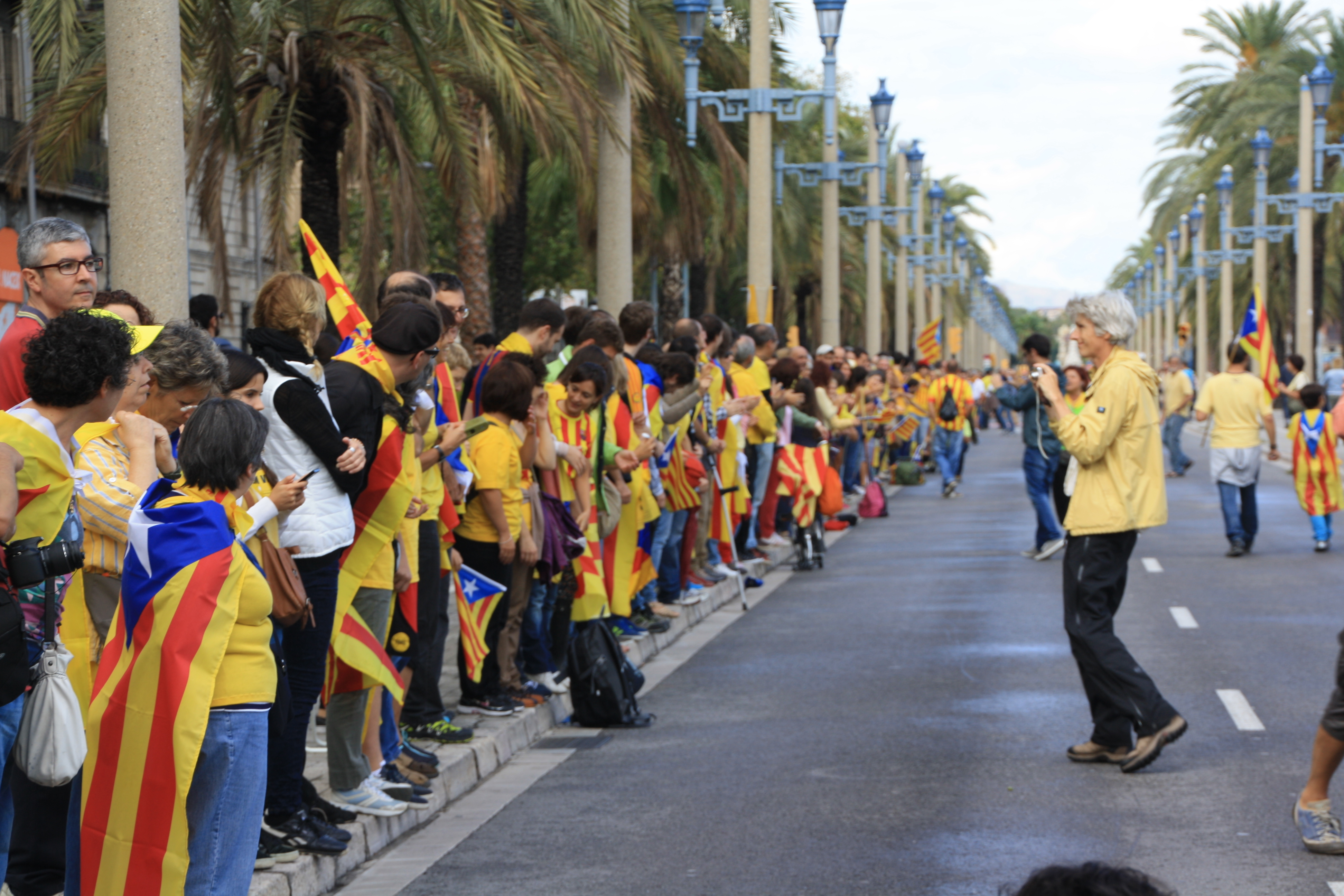
「カタルーニャ独立への道」（2013年9月11日）

9月11日には大規模デモ「カタルーニャ独立への道」を開催。1989年にバルト三国がソビエト連邦から独立する際に形成されたバルトの道（人間の鎖）を模して、北カタルーニャのラ・ジュンケラからカタルーニャ州最南端部のタラゴナ県アルカナーまで、アウグスタ街道に沿って約400kmに渡って独立を支持するカタルーニャ住民が手をつないだ。カタルーニャ州政府のマス首相はフルカデイ代表を官邸に呼び寄せ、人々の意思に耳を傾けることと、地域の将来に関する協議を組織することを約束した。

### 2014年
2014年5月29日、ANCやその他の団体はバルセロナのアル・ボルン地区で、独立国家になる際にカタルーニャはどうあるべきかについて市民の意見を収集することを目標とする、市民に開かれた参加型のキャンペーン「我々が望む国」(El País que Volem)キャンペーンを披露した。
9月11日、ANCとオムニウム・クルトゥラルはバルセロナで大規模デモ「カタルーニャの道2014」を組織し、2か月後に開催される予定の住民投票でカタルーニャ独立を支持する住民が参加した。「V」字に交差するグラン・ビアとディアグナル通りを使用して、全長11kmにも及ぶ巨大な「V」の人文字を作成した。この「V」は「勝利」、「投票」、「意思」などを表している。バルセロナ市警察は参加者数を180万人と推定し、主催者は250万人と推定した。9月14日、ANCはカタルーニャ州議会のヌリア・ダ・ヒスペルト議長に対して、もし11月9日の住民投票が開催できなかったならば独立を宣言することを求めるカタルーニャ州政府に要求する「独立のための署名」に参加した75万人分（234カートン）の署名を提出した。

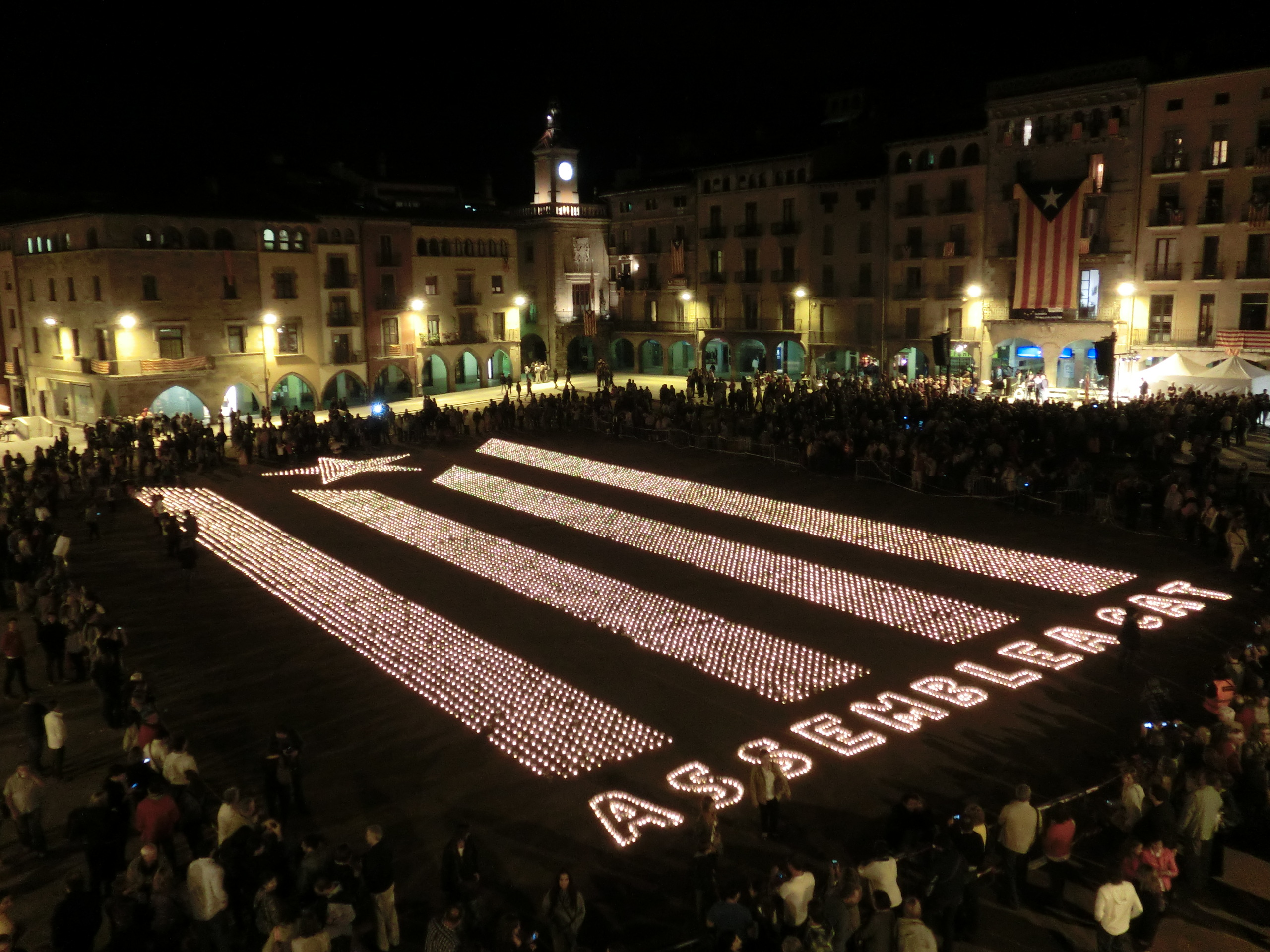
ビックの中心広場で制作したキャンドルによるアスタラーダ（カタルーニャ独立旗）
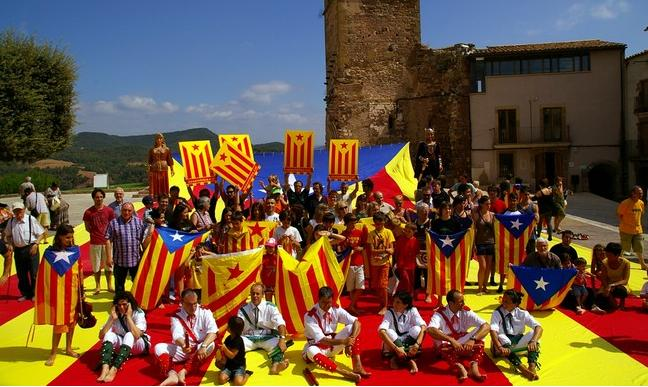
アルテスでのイベントに登場した巨大なアスタラーダ
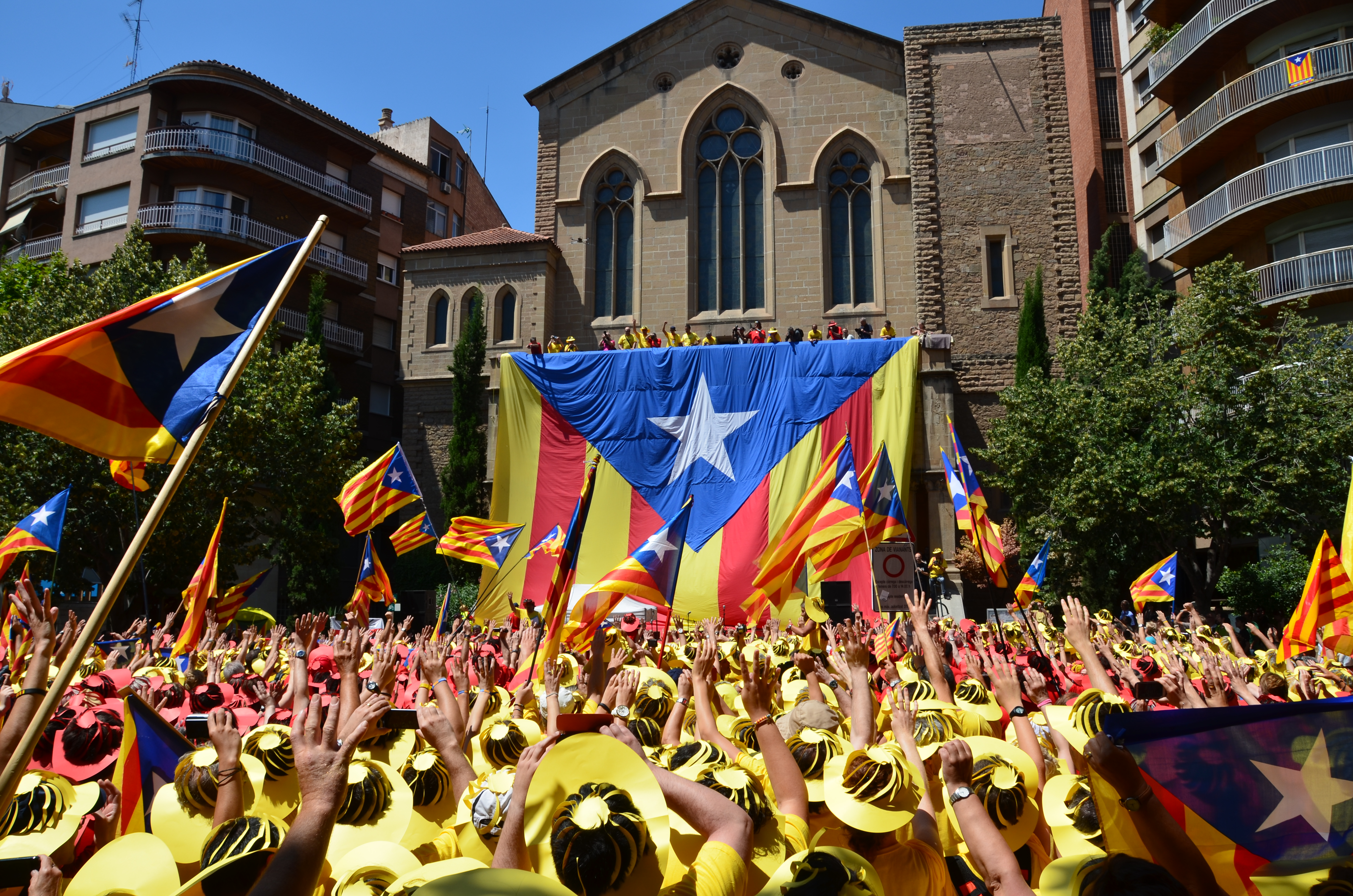
マンレザでのイベントに登場した巨大なアスタラーダ

## 歴代代表
- 2012年-2015年 カルマ・フルカデイ
- 2015年- ジョルディ・サンチェス（英語版）